# Стасюк Василь Дмитрович
Стасю́к Васи́ль Дми́трович (28 грудня 1913, Катеринівка, Слов'яносербський повіт, Катеринославська губернія, Російська імперія — 22 лютого 1984, Артемівськ, Ворошиловградська область, Українська РСР, СРСР) — Герой Радянського Союзу, в роки радянсько-німецької війни командир розвідуючого відділення 236-ї стрілецької дивізії 36-ї армії Степового фронту, майор.

## Біографія
Народився в 1913 році в поселені Катеринівка) в українській робітничій родині. Працював на «шахті імені Артема». Брав участь у Другій Світової війни з серпня 1943 року. Командувач відділення 469-ї окремої розвідуючої роти (236 стрілецька дивізія, 46 армія,Степового фронту).
Відмітився під час форсування Дніпра. У ніч на 26 вересня 1943 року у складі розвідних груп подолав Дніпро у районі Суслівка). Розвідники захопили плацдарм, і протягом дня тримали його до підходу передових стрілецьких підрозділів, відбиваючи велику кількість супротивника.
За зразкове виконання бойових завдань у боях з німецькими загарбниками Стасюку присвоєно звання Героя Радянського Союзу.
Після війни продовжив службу в армії. З 1955 року в запасі. Проживав в Артемівську. Працював у виробничому об'єднанні «Ворошиловградвугілля».
Почесний громадянин Кипучого. На його честь назвали одну з вулиць в місті Кипуче.

## Нагороди
- Герой Радянського Союзу
- Медаль «За бойові заслуги»
- Орден Леніна
- Орден Трудового Червоного Прапора
- Орден Червоного Прапора
- Орден Вітчизняної війни 1 ступеня